# Sömnen (Courbet)

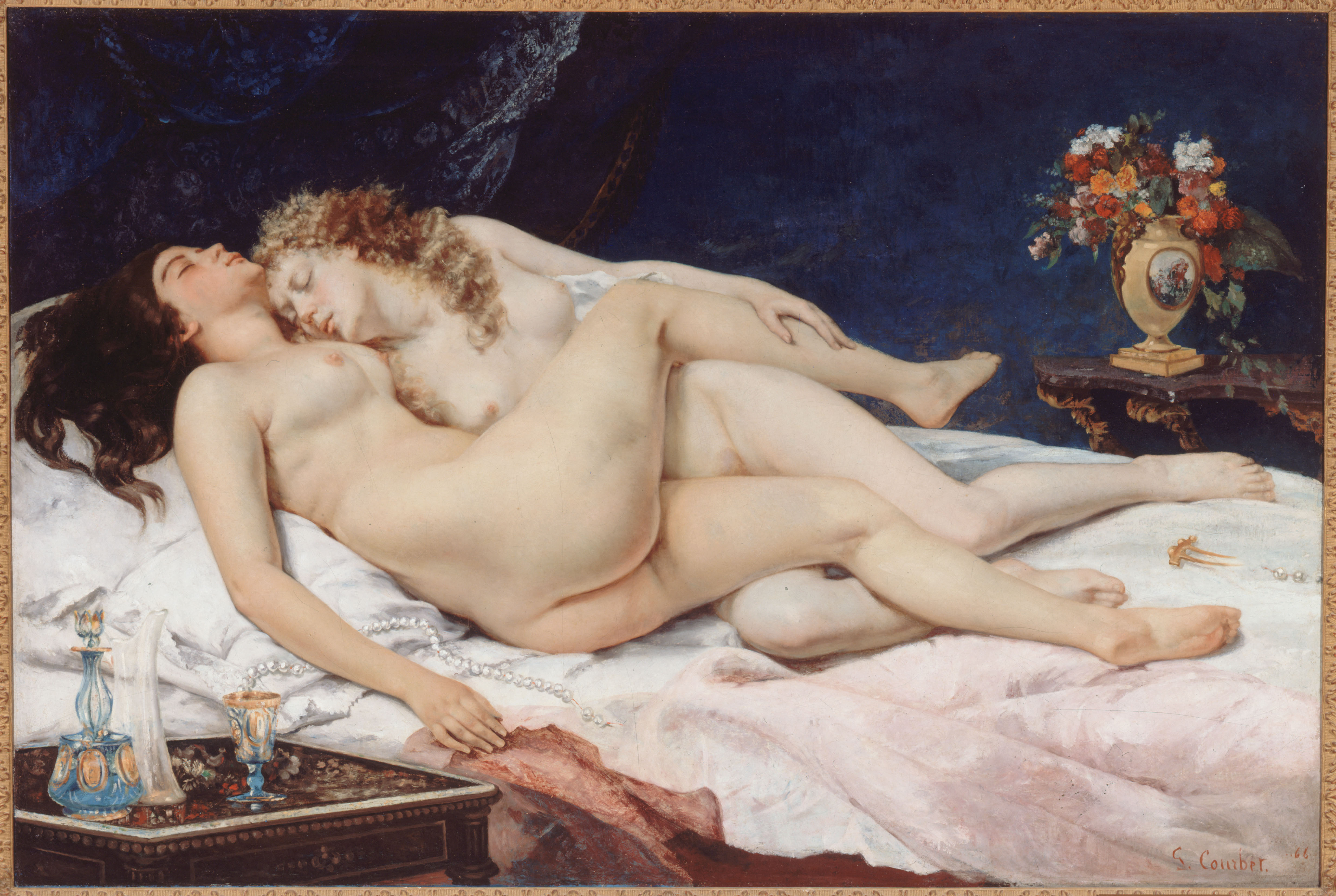
Sömnen, 135 x 200 cm

Sömnen, på franska Le Sommeil, är en oljemålning av Gustave Courbet från 1866. 
Andra namn på målningen är De två väninnorna (Les Deux amies) och Lättja och otukt (Paresse et luxure).
Målningen framställer två nakna, sovande kvinnor som ligger sammanslingrade i en omfamning i en säng. Den ena kvinnan är blondin och den andra brunett, De har markant olika hudkulör, vilket underlättar kompositionen genom att ge en tydlig gränslinjer mellan kropparna. En av modellerna är Joanna Hiffernan.
Sömnen var en av två målningar som beställdes 1866 av den egyptisk-turkiske konstsamlaren och diplomaten Khalil Bey. Den andra var Världens ursprung. De båda tavlorna fanns undangömda bakom en grön gardin i badrummet i hans våning. Han var dock tvungen att sälja Sömnen på auktion redan efter två år för att reglera spelskulder.
Sömnen tillhör Petit Palais i Paris.